# 28 (število)
28 (ósemindvájset) je naravno število, za katero velja 28 = 27 + 1 = 29 - 1.

## V matematiki
- sestavljeno število.
- 28 = 2 + 3 + 5 + 7 + 11.
- drugo popolno število 28 = 1 + 2 + 4 + 7 + 14.
- četrto šestkotniško število {\displaystyle 28=4\left(2\cdot 4-1\right)}.
- peto Zumkellerjevo število.
- sedmo trikotniško število {\displaystyle 28=7(7+1)/2\,\!}.
- sedmo veselo število.
- deseto najmanjše število, za katerega velja Midyjev izrek.
- Keithovo število.
- najmanjše število, katerega vsota njegovih števk je enaka 28, je 1999 (1+9+9+9=28).
- Ulamovo število {\displaystyle 28=2+26\,\!}.

## V znanosti
- vrstno število 28 ima nikelj (Ni).
- četrto magično število v fiziki.

## Drugo
- februar ima 28 dni v neprestopnem letu.

### Leta
- 428 pr. n. št., 328 pr. n. št., 228 pr. n. št., 128 pr. n. št., 28 pr. n. št.
- 28, 128, 228, 328, 428, 528, 628, 728, 828, 928, 1028, 1128, 1228, 1328, 1428, 1528, 1628, 1728, 1828, 1928, 2028, 2128